# Wrecked – Ohne jede Erinnerung
Wrecked – Ohne jede Erinnerung ist ein US-amerikanisches und kanadisches Filmdrama aus dem Jahr 2010.

## Handlung
Ein Mann wacht aus der Bewusstlosigkeit auf. Er sitzt schwerverletzt in einem Autowrack eingeklemmt mitten im Wald. Da er durch den Unfall neben einem Bruch des rechten Schienbeins eine Amnesie erlitten hat, weiß er nicht, wer er ist und wie er in diese Lage gekommen ist. Auf dem Rücksitz entdeckt er die Leiche eines Mannes, den er mittels seines Ausweises als George Weaver identifiziert. Während er vergeblich versucht, sich aus dem Auto zu befreien, kommt eine Frau zu ihm, die ihn mit Wasser und Nahrung versorgt. Doch plötzlich ist die Frau wieder verschwunden und es wird deutlich, dass der Mann sie sich nur eingebildet hat. Nach einigen Tagen gelingt es ihm, nach draußen zu klettern. Er hat im Auto einen Revolver gefunden und entdeckt nun im Kofferraum eine Tasche voller Geld. Eine Kreditkarte mit dem Namen Raymond Plazzy und die Radionachrichten bringen ihm die Gewissheit: Er gehört zu einer Bande von Bankräubern.
Mit geschientem Bein schleppt er sich auf allen vieren durch den Wald den Berghang hinauf. Dabei hat er nicht nur weitere Halluzinationen von der unbekannten Frau, sondern sieht auch einen Unbekannten, der sich an dem Geld im Kofferraum des Wagens zu schaffen macht. Später findet er ein Handy, das im Wald keinen Empfang hat, und eine Dose Pillen. Außerdem begegnet er einem Hund, der ihn fortan begleitet. Um schneller voranzukommen, lässt er sich ein Stück den Fluss hinab treiben. Als er zum wiederholten Mal die Frau trifft, würgt und erschießt er sie. Nachdem er einige Tage durch den Wald geirrt ist und schon aufgeben will, erreicht er schließlich doch noch eine Straße. Dort stößt er auf eine weitere Leiche und stellt anhand des Führerscheins mit Passbild fest, dass es sich um Raymond Plazzy handelt.
Nun kommen allmählich seine Erinnerungen zurück. Er gehörte nicht zu den Bankräubern, sondern wurde von diesen als Geisel genommen und im Auto entführt, vor den Augen seiner Partnerin, mit der er unterwegs war (und die er zuletzt in den Halluzinationen gesehen hat). Mit dem nun funktionierenden Handy ruft er einen Ranger, der ihn an der Straße abholt. Er kann sich nun wieder erinnern, wie er genau dort vor einigen Tagen als Geisel dem Fahrer des Fluchtautos ins Steuer griff, worauf es von der Straße abkam und den Hang hinunter in den Wald stürzte.

## Hintergrund
Der Film entstand auf Vancouver Island in der kanadischen Provinz British Columbia. Nach Angaben des Regisseurs und des Produzenten dauerten die Dreharbeiten achtzehn Tage. Hauptdarsteller Adrien Brody bereitete sich auf seine Rolle vor, indem er mitten im Winter eine Nacht allein im Wald verbrachte. Er verzehrte tatsächlich Insekten und vollführte alle Stunts selbst.

## Rezeption
Die Kritiker loben Adrien Brody als passenden Darsteller für diese Hauptrolle, bemängeln aber die Leistung des Regisseurs und einige Längen im Film. Der Rezensent von cinema meint, „Adrien Brody [liefere] eine intensive One-Man-Show. Doch Regisseur Greenspan hält die Spannung nur anfangs aufrecht, der Weg bis zur Auflösung des Rätsels wird so auch für den Zuschauer zur Durststrecke.“ Zu einem ähnlichen Urteil kommt Stefan Geisler bei filmstarts.de. Seiner Meinung nach „kann Greenspan die Spannung seines Survival-Thrillers nur zu Beginn aufrechterhalten, weshalb sich für Zugpferd Brody vor allem in der zweiten Hälfte des Films kaum noch nennenswerten Herausforderungen ergeben.“ Sebastian Krause schreibt bei film-rezensionen.de: „Leider scheitert Wrecked zuletzt nicht nur an seiner Glaubwürdigkeit, sondern eben auch an dessen Story. Eigentlich erzählt uns Greenspan überhaupt nichts und er lässt den Zuschauer am Ende vollkommen unbefriedigt und kein Stück schlauer zurück. Allein in der Wildnis der eigenen Gedanken.“